# Czech International 2000
Die 29. Czech International 2000 im Badminton fanden vom 28. September bis zum 1. Oktober 2000 in Nymburk statt.

## Sieger und Platzierte
| Disziplin    | Gold                         | Silber                            | Bronze                               |
| ------------ | ---------------------------- | --------------------------------- | ------------------------------------ |
| Herreneinzel | Gerben Bruijstens            | Tjitte Weistra                    | Jacek Niedźwiedzki                   |
| Herreneinzel | Gerben Bruijstens            | Tjitte Weistra                    | Jens Roch                            |
| Dameneinzel  | Christina Sørensen           | Katja Michalowsky                 | Lonneke Janssen                      |
| Dameneinzel  | Christina Sørensen           | Katja Michalowsky                 | Stefanie Müller                      |
| Herrendoppel | Thomas Hovgaard Jesper Mikla | Martin Delfs Jonas Glyager Jensen | Mathias Boe Michael Jensen           |
| Herrendoppel | Thomas Hovgaard Jesper Mikla | Martin Delfs Jonas Glyager Jensen | Thomas Røjkjær Jensen Tommy Sørensen |
| Damendoppel  | Britta Andersen Lene Mørk    | Petra Overzier Kathrin Piotrowski | Natalie Munt Liza Parker             |
| Damendoppel  | Britta Andersen Lene Mørk    | Petra Overzier Kathrin Piotrowski | Emma Constable Suzanne Rayappan      |
| Mixed        | Mathias Boe Britta Andersen  | Jonas Glyager Jensen Lene Mørk    | Michael Jensen Julie Houmann         |
| Mixed        | Mathias Boe Britta Andersen  | Jonas Glyager Jensen Lene Mørk    | Piotr Żołądek Angelika Węgrzyn       |